# Andreas Gyldenpalm
Andreas Dedekam (Hagerup) Gyldenpalm (4. juni 1777 i Christianssand – 21. oktober 1832 i Stockholm) var en dansk diplomat.

## Karriere
Han fødtes i Christianssand, hvor faderen, justitsråd Eiler Hagerup (Gyldenpalm), var præsident og borgmester; moderen hed Aasille Andrea f. Dedekam. Gyldenpalm blev student 1791 og tog 1794 Anden Eksamen. Efter en kort tid at have været sekretær ved det danske General-Handelskommissariat i Paris blev han 1801 legationssekretær i London og 1802 kammerjunker, var 1804-08 legationssekretær i Stockholm, den meste tid fungerende som chargé d'affaires der, dog med en kort afbrydelse i 1806, da han sendtes til Madrid; 1810-11 var han legationssekretær i Kongeriget Westfalen. Derpå trådte han vistnok ud af den diplomatiske virksomhed og vendte tilbage til København.

## Skandale og svensk tjeneste
"Han var bekjendt som en Mand af Talenter, endskjønt han for tidligen afbrød sine akademiske Studier; men han manglede en Diplomats nødvendige Egenskab, Tavshed og Forsigtighed i Udførelsen af sine Embedsærender." Efter prins Christian Frederiks indbydelse ville han rejse til Norge og havde allerede 4. januar 1814 erholdt det for rejsen gennem Sverige fornødne pas af den svenske gesandt i København. Gyldenpalm tilbød venner og bekendte at medtage breve til Norge og pralede i København af, at han skulle gemme disse således, at de ikke kunne findes. Dette var imidlertid meldt forud for ham, og ved sin ankomst til Göteborg blev han derfor arresteret og 14. april bragt til Vänersborg, hvor han i den kommanderende svenske general grev Hans Henric von Essens nærværelse blev visiteret. Der fandtes hos ham en række af kompromitterende breve fra højtstående danske mænd o.a., som af den svenske regering meddeltes den danske og bl.a. voldte statsminister Frederik Moltkes afgang. Gyldenpalm førtes til Stockholm og indsattes på Vaxholm Fæstning, hvor han endnu sad i 1815. Senere modtog han en ansættelse ved den norske statsrådsafdeling i Stockholm, i hvilken by han døde ugift 21. oktober 1832.